# 北京大学软件与微电子学院
北京大学软件与微电子学院正式成立于2002年，是中华人民共和国教育部和中华人民共和国国家发展和改革委员会以教高[2001]6号文正式批准北京大学等35所高等学校试办的示范性软件学院之一。2002年10月17日，北京大学软件学院举办首届开学典礼。
根据中华人民共和国教育部、中华人民共和国科技部教高[2003]2号文件：关于批准在北京大学建立“国家集成电路人才培养基地”的精神，北京大学经2004年4月20日第531次校长办公会研究决定，将“北京大学软件学院”与“北京大学国家集成电路人才培养基地”结合，“北京大学软件学院”更名为“北京大学软件与微电子学院”。2006年2月21日，教育部高等教育司以教高司函[2006]29号批复成立 北京大学软件与微电子学院无锡产学研合作教育基地（无锡校区）（页面存档备份，存于），根据无锡市和长江三角洲地区产业发展的需要和对IT人才的需求，依托北京大学的综合学科优势和信息学科优势、无锡市和长江三角洲的区域产业优势，无锡产学研合作教育基地将其建设目标和主要任务定为四个层面：培养实用型、复合交叉型高端人才；深入开展继续教育项目；面向企业发展需求，深入开展应用研究；根据地方产业发展规划，促进高新技术企业的孵化。北京大学软件与微电子学院无锡校区的硕士学位教育以脱产、在职的方式在软件工程、集成电路工程、项目管理、电子与通信工程4个领域对学生进行培养，已建成8个系，23个专业方向。
2016年改為4個系一個中心。

## 专业设置
本科第二学位: 学制两年，毕业后授予工学学士学位，颁发北京大学毕业证书。本专业要求入学前需获得学士学位。
- 軟件工程系

工程硕士专业: 学制两年到五年，毕业后授予工程硕士学位，通过全国硕士研究生统一考试的学生颁发北京大学硕士研究生毕业证书。
- 软件技术系
- 服务科学与工程系
- 管理与技术系
- 数字艺术系
- 金融信息工程系
- 语言信息工程系
- 信息安全系
- 嵌入式系统系
- 网络与通信技术系
- 集成电路设计与工程系
- 应用电子工程系
- 能源信息工程系
- 软件服务工程系
- 物联网工程系
- 媒体艺术与设计系

現今
- 軟件工程與數據技術系
- 網路軟件與系統安全系
- 集成電路與智能系統系
- 金融資訊與工程管理系
- 新興交叉學科教育中心

## 争议
由于软件学院（并非特指北京大学软件与微电子学院）毕业后颁发工程硕士专业学位，并非其他院系的工学硕士或理学硕士，且部分非统招学生毕业后只有学位证书，没有一般硕士研究生的毕业证书。其毕业证、学位证的含金量一度遭到质疑。而那些通过参加全国研究生入学考试的学生一般在毕业后会获得毕业证与学位证，简称为双证；其他通过工程硕士联考等其他途径在软件学院进修的学生，在毕业后一般只能获得学位证书，简称为单证，其学历与入学前保持一致，一般情况下为大学本科。2016年已經取消單證了，一律拿到的都是雙證。
2005年4月2日在北大未名BBS的软件与微电子学院版产生过比较激烈的辩论，有网友发表题为"北大软件学院，你能不能矜持一点"的文章，关键点在于质疑北京大学软件学院的招生形势等多方面，原帖以及相关内容已经整理放入精华区。至于北京大学软件与微电子学院以及全国其他示范性软件学院的成功与失败，仍然需要时间来考量，毕竟软件学院并非其他普通院系通过合并调整而来。

## 杰出毕业生
- 马英杰
- 胡晓波
- 李想
- 孔令博
- 倪海宇
- 胡冰